# Université d'éducation de Miyagi
L'Université d'éducation de Miyagi (宮城教育大学, Miyagi kyōiku daigaku, couramment abrégée en Mikyōdai, 宮教大) est une université nationale japonaise, située à Sendai, dans la préfecture de Miyagi.

## Histoire
En 1873, une première école pour former les enseignants est créée dans la préfecture de Miyagi. En 1965, celle-ci fusionne avec le département d'éducation de l'Université Tōhoku pour donner naissance à l'université actuelle.

## Composantes
L'université est structurée en faculté de 1er cycle (学部, gakubu), qui a la charge des étudiants de 1er cycle universitaire, et en faculté de cycles supérieurs (研究科, kenkyūka), qui a la charge des étudiants de 2e et 3e cycle universitaire.

### Facultés de1ercycle
L'université compte 1 faculté de 1er cycle (学部, gakubu). Elle compte plusieurs départements spécialisés dans les matières d'enseignement des futurs enseignants

### Facultés de cycles supérieur
L'université compte 1 faculté de cycles supérieurs (研究科, kenkyūka).

## Personnalités liées
- Noriko Ishigaki, femme politique japonaise
- Hirohiko Araki, dessinateur japonais